# النشيد الملكي للدولة الشاهنشاهية الإيرانية
النشيد الملكي للدولة الشاهنشاهية الإيرانية «سلام شاهنشاهي» (بالفارسية: سرود شاهنشاهی ایران) وهو النشيد الوطني للدولة البهلوية الذي كان معتمدا بصفة رسمية من 1933 حتى الثورة الإسلامية عام 1979.

## الكلمات
| بالفارسية | بالعربية |
| --- | --- |
| شـاهـنشـه مــا زنده بادا، پايد کشور به فرش جاودان، کز پهلوی شـد ملک ايـران، صد ره بهــتر زعهـد باسـتان، از دشمنان بـودی پـريـشان، در سايه اش آسـوده إيران، إيرانيان پيوسته شـادان، هماره يزدان بود أو را نگهبــان. | ليحيى شــاهـنشـاهنا، ولتبقى بلادنا خالدة بوجوده، إذ بفضل البهلوي أصبحت مملكة إيران، أفضل بمئات المرات مما كانت عليه في الماضي، فقد كنتي يا إيران مستهدفة من قبل الأعداء، ولكن الآن أصبحتِ تنعمين بالاستقرار والازدهار، والإيرانيون أصبحوا سعداء دائما، |

## وصلات خارجية
- نسخة موسيقية من النشيد الملكي للدولة الشاهنشاهية الإيرانية
- فيديو للنشيد من موقع Youtube على يوتيوب